# Latter Days: The Best of Led Zeppelin, Vol. 2
Latter Days: The Best of Led Zeppelin, Vol. 2 es un álbum recopilatorio del grupo de hard rock inglés Led Zeppelin, publicado por Atlantic Records el 21 de marzo de 2000.

## Detalles
Es la continuación de Early Days: The Best of Led Zeppelin, Vol. 1, de 1999.
Las canciones seleccionadas comprenden el período entre 1973 y 1979. 
El CD contiene un video de "Kashmir" en vivo en Earls Court (Londres) en 1975. 
En esta recopilación, las primeras dos canciones pertenecen al álbum Houses of the Holy, las cuatro siguientes a Physical Graffiti, las dos siguientes a Presence, y las dos últimas a In Through the Out Door.
En su debut, el álbum se posicionó en el puesto #81 de la lista Billboard's Pop Albums, y se mantuvo ahí durante 26 semanas. 

## Lista de temas
| N.º | Título                      | Álbum original                | Duración |  |
| 1.  | «The Song Remains the Same» | Houses of the Holy, 1973      | 5:28     |  |
| 2.  | «No Quarter»                | Houses of the Holy            | 6:59     |  |
| 3.  | «Houses of the Holy»        | Physical Graffiti, 1975       | 4:01     |  |
| 4.  | «Trampled Under Foot»       | Physical Graffiti             | 5:35     |  |
| 5.  | «Kashmir»                   | Physical Graffiti             | 8:31     |  |
| 6.  | «Ten Years Gone»            | Physical Graffiti             | 6:31     |  |
| 7.  | «Achilles Last Stand»       | Presence, 1976                | 10:22    |  |
| 8.  | «Nobody's Fault but Mine»   | Presence                      | 6:27     |  |
| 9.  | «All My Love»               | In Through the Out Door, 1979 | 5:53     |  |
| 10. | «In the Evening»            | In Through the Out Door       | 6:49     |  |

## Charts
| Lista(2000)          | Posición |
| -------------------- | -------- |
| Alemania             | 71       |
| Reino Unido          | 40       |
| Billboard 200        | 81       |
| Billboard Top Albums | 6        |

## Historial de publicación
| Región         | Fecha               | Discográfica     | Formato      | Catálogo #   |
| -------------- | ------------------- | ---------------- | ------------ | ------------ |
| Estados Unidos | 21 de marzo de 2000 | Atlantic Records | 2LP (33 rpm) | 83278-1      |
| Estados Unidos | 21 de marzo de 2000 | Atlantic Records | Compact disc | 83278-2      |
| Estados Unidos | 21 de marzo de 2000 | Atlantic Records | Casete       | 83278-4      |
| Reino Unido    | 27 de marzo de 2000 | Atlantic Records | 2LP (33 rpm) | 7567-83278-1 |
| Reino Unido    | 27 de marzo de 2000 | Atlantic Records | Compact disc | 7567-83278-2 |

## Personal
- Jimmy Page - Guitarra eléctrica y acústica, productor.
- Robert Plant - Vocales y armónica.
- John Paul Jones - Bajo, teclado, mandolina.
- John Bonham - Batería y percusión.

Personal adicional
- Peter Grant - Productor ejecutivo en las grabaciones originales.
- Ross Halfin - Arte conceptual de la tapa, y búsqueda de fotos.
- Andie Airfix - Artística, diseño.